# Виланова (Терни)
Виланова је насеље у Италији у округу Терни, региону Умбрија.
Према процени из 2011. у насељу је живело 62 становника. Насеље се налази на надморској висини од 476 м.